# Der Schatten des Raben
Der Schatten des Raben (Originaltitel: Í skugga hrafnsins, anhörenⓘ), alternativ auch Im Schatten des Raben, ist ein isländischer Wikingerfilm aus dem Jahr 1988 von Hrafn Gunnlaugsson. Der Film ist der zweite Teil der Wikinger-Trilogie von Hrafn, die mit Der Flug des Raben (Hrafninn flýgur, 1984) und Der weiße Wikinger (Hvíti víkingurinn, 1991) komplett ist. Der Film wurde in Deutschland am 11. April 1994 im ZDF erstaufgeführt.

## Handlung
Trausti, ein in Norwegen christlich erzogener und theologiestudierter Isländer, kehrt im Jahr 1077 nach Island zurück. Er gerät in eine Familienfehde über einen gestrandeten Wal, bei der seine Mutter – das Oberhaupt der Familie – von Eirikur, dem Clanoberhaupt der anderen Familie, getötet wird. Daraufhin zündet Grímur, ein Knecht Traustis, Eiriks Haus an und tötet ihn damit. Eiriks Platz als Clanoberhaupt nimmt seine Tochter Isold ein.
Trausti und Isold fühlen sich zueinander hingezogen, Isold ist jedoch bereits Hjoerleifur versprochen, um der Region den Frieden zurückbringen. Hjoerleifur ist der Sohn des Bischofs von Island, seines Zeichens korrupt und machtgierig. Isold wäre bereit, der Ehe entgegen ihren inneren Konflikte zuzustimmen, wäre da nicht ihre Zuneigung Trausti gegenüber. Sie folgt ihrem Herzen und geht gleichzeitig scheinbar auf die Ehe mit Hjoerleifur ein. Dieses Doppelspiel endet unweigerlich in einer Tragödie.

## Hintergrund
Nach dem Erfolg von Der Flug des Raben (Hrafninn flýgur) drehte Hrafn Der Schatten des Raben als dessen Fortsetzung. Während Der Flug des Raben jedoch zu Beginn der Landnahmezeit spielt (870 bis 930 n. Chr.), ist die Handlung von Der Schatten des Raben in der Zeit der Christianisierung (ab 1000 n. Chr.) während der Sagazeit angesiedelt.
Der Film bemüht wie sein Vorgänger Isländersagas, etwa im Motiv des gestrandeten Wals, dem Verbrennen von Menschen mitsamt deren Haus und dem Überleben eines solchen Brandes in einem Molkefass. Zudem verarbeitet der Film  altgriechische Tragödien und Anleihen aus dem keltischen Sagenkreis um Tristan und Isolde. Der 2,5 Millionen Euro teure Film war international so erfolgreich, dass Hrafn für etwa fünf Millionen Euro Der weiße Wikinger (Hvíti víkingurinn, 1991) drehen konnte.

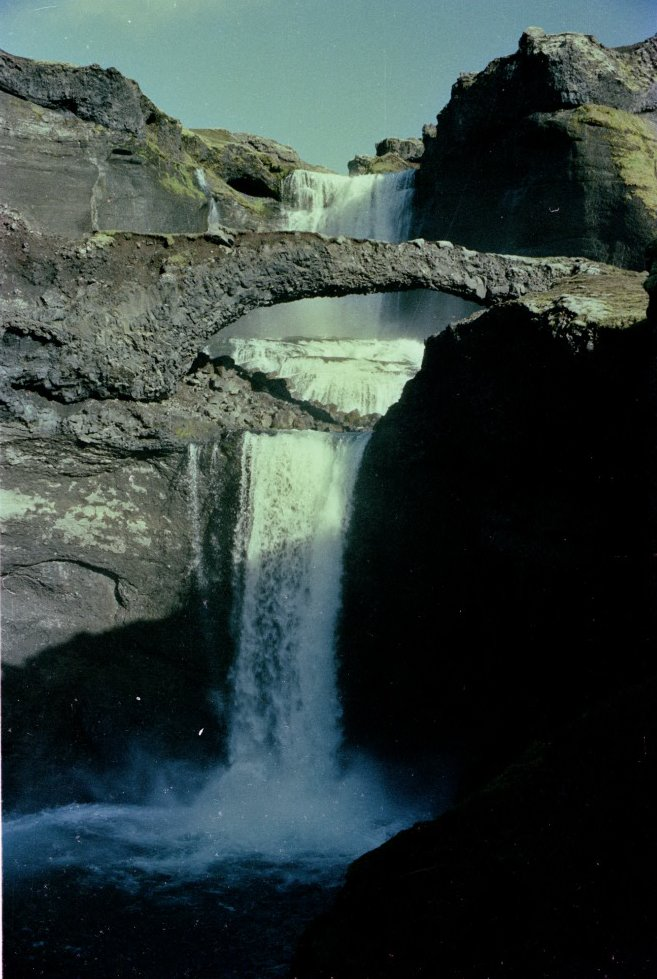
Ófærufossar 1984

Der Schatten des Raben entstand wie auch Der Flug des Raben in der Gegend um Drangshlið bei Skógar. Die abgeschiedene Gegend war damals nur per Hubschrauber und Geländewagen zu erreichen, was die Dreharbeiten erschwerte. Gedreht wurde auch am Ófærufoss auf einer natürlichen Basaltsteinbrücke, die ein Jahr nach Ende der Dreharbeiten bei einem Erdbeben einstürzte. Der Schatten des Raben ist der erste isländische Film, der mit anamorphotischem Verfahren gedreht wurde.

## Kritik
Der Film war international sehr erfolgreich, was Kritiker teilweise an der Authentizität des Films festmachten. Mit seiner „authentischen Ausstattung, der schwermütigen nordischen Atmosphäre und der glaubwürdigen Schilderung des ‚germanischen‘ Denkens in Sippen- und Ehrenbegriffen“ sei der Film „historisch […] sehenswert“.

„Bis zum Happy-End zwischen dem Softie Trausti und der grimmigen Isold demonstriert Gunnlaugsson, dass er inzwischen mit dem Kino-Donner umzugehen lernte – die zarten Töne, und damit wirkliche Spannung, blieben auf der Strecke.“

„Langsam angelegt für das nichtskandinavische Publikum, gewinnt Der Schatten des Raben in seinem gewalttätigen letzten Drittel mächtig an Fahrt.“

## Ehrungen
Bei der ersten Verleihung des Europäischen Filmpreises im Jahr 1988 wurden Tinna Gunnlaugsdóttir und Helgi Skúlason als Beste Darstellerin und Bester Nebendarsteller (auch für Pathfinder) nominiert, jedoch nicht ausgezeichnet.